# Paulo Sérgio (football, 1976)
Pour les articles homonymes, voir Paulo Sérgio.
Paulo Sérgio Rodrigues Duarte de Almeida, plus communément appelé Paulo Sérgio, est un footballeur portugais né le 8 mars 1976 à Lisbonne. Il évolue au poste de milieu offensif droit.
Il a joué 89 matchs en 1re division portugaise et 11 matchs en Ligue 1 sous les couleurs du Montpellier HSC.

## Carrière
- 1994-1996 : Estrela da Amadora
- 1996-1997 : Estoril-Praia
- 1997-1998 : Terrassa FC
- 1998-2000 : FC Felgueiras
- 2000-2003 : Montpellier HSC
- 2003-2005 : Sporting Braga
- 2005-2006 : Vitoria Guimarães
- 2006-2007 : Rot-Weiss Essen
- 2007-2008 : CD Trofense
- 2008-2009 : Ermís Aradíppou
- 2009-2010 : AC Portugal[2]

## Statistiques
- 89 matchs et 4 buts en 1re division portugaise
- 105 matchs et 27 buts en 2e division portugaise
- 10 matchs et 1 but en 2e division allemande
- 11 matchs et 0 but en Ligue 1
- 31 matchs et 5 buts en Ligue 2